# Mohammed Al-Habsi
Mohammed bin Naseeb Al-Habsi (arabisch محمد بن نصيب الحبسي, DMG Muḥammad b. Naṣīb al-Ḥabsī; * 21. August 1991) ist ein ehemaliger omanischer Schwimmer.

## Sport
Al-Habsi startete bei den Olympischen Sommerspielen 2008 in Peking im 100 m Brustschwimmen, wo er den 62. Platz belegte. Mit 16 Jahren war er einer der jüngsten Schwimmer bei den Olympischen Spielen.
Außerdem trat er bei den GCC Kurzbahnmeisterschaften 2008, den Asienmeisterschaften 2009, den Schwimmweltmeisterschaften 2011, den Arabischen Schwimmmeisterschaften 2012, der Sommer-Universiade 2013 und dem Schwimm-Weltcup 2014 an.